# Eva von Zweigbergk

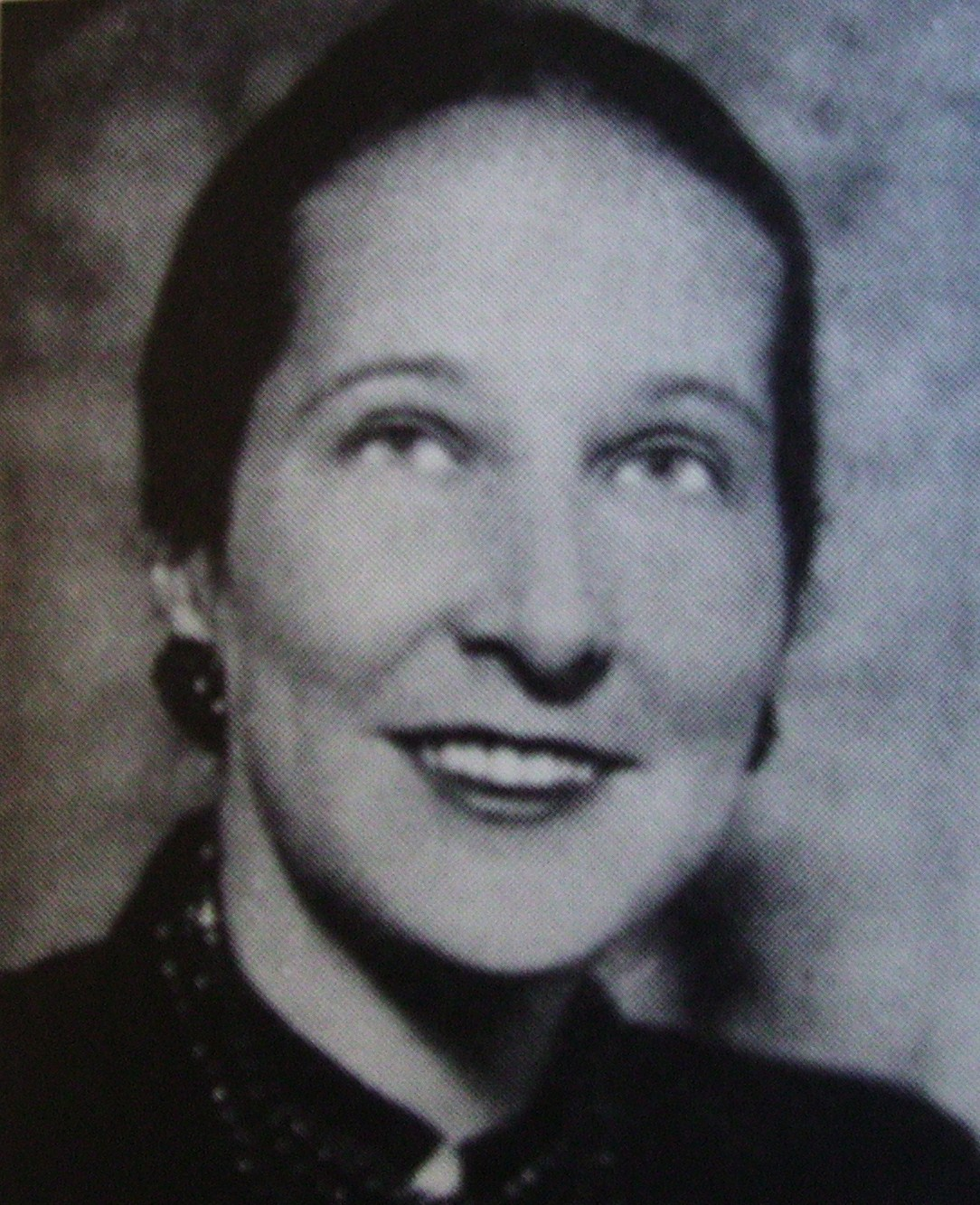
Eva von Zweigbergk (1952)

Eva Monica von Zweigbergk (* 16. Februar 1906 in Göteborg; † 15. Februar 1984 in Stockholm) war eine schwedische Journalistin, Kinderbuchkritikerin, Bilderbuchautorin und Übersetzerin.

## Leben und Karriere
Eva von Zweigbergk war die Tochter des Journalisten Edvard Alkman und der Übersetzerin und Journalistin Annastina Alkman. Als junge Frau heiratete sie den Schriftsteller Einar Malm. Mit diesem bekam sie einen Sohn, Johan Malm. Dieser wurde später als Übersetzer tätig. Nach einer heimlichen Beziehung mit dem Autor Vilhelm Moberg in den Jahren 1932–1933 ließ sie sich von Malm scheiden und heiratete den Anwalt Åke von Zweigbergk. Mit diesem bekam sie eine Tochter: Ann Fowler und zwei Söhne: Niklas von Zweigbergk und den Übersetzer Martin von Zweigbergk. Eva von Zweigbergk war die Großmutter von Clara von Zweigbergk und Tyra von Zweigbergk. Diese waren beide als Illustratorinnen tätig.

## Bibliografie
- Sagor man inte glömmer, Herausgeberin 1943
- Barn och böcker, 1945 (zusammen mit Greta Bolin)
- Mitt knep: 744 goda råd, samlade, 1945 (unter dem Pseudonym "Den husliga")
- Stugan och vi, 1947
- Hur var det i Amerika?, 1947
- Johans jul: berättad av honom själv, Eva v. Zweigbergk half ihm beim Schreiben; Birger Lundquist illustrierte das Buch, 1947 (Neuauflage 1989)
- Stockholmspromenader; Illustration: Björn Berg, 1956
- Upptäcktsfärd i England, 1956
- Upptäcktsfärd i Stockholm, Illustration: Björn Berg, 1957
- Upptäcktsfärd i Skottland, 1958
- Hur var det i Indien?, 1960
- Se på stan i Stockholm, 1960
- Litet Stockholmsalbum; Foto: Lennart Olson, 1962
  - Deutsch: Stockholm in Bildern, 1962
- Oskar Katt; Holzschnitt von Sven Ljungberg, 1963 (Neuauflage 1985)
- Barndomslandet 1, De första stegen. Herausgegeben zusammen mit Aili Palmén, Anine Rud, Jo Tenfjord, 1963
- Barndomslandet 2, Uti vår hage, 1963
- Barndomslandet 3, Långt bort i skogen, 1963
- Litet Göteborgsalbum; Foto: Björn G. Breitholtz, 1964
- Barndomslandet 4, Under himmelens fäste, 1964
- Barndomslandet 5, Jag red mig ut, 1964
- Barndomslandet 6, Vad spelar min lind?, 1964
- Barnboken i Sverige 1750-1950, 1965
- Barndomslandet 7, Bortom berg och djupa dalar, 1965
- Barndomslandet 8, Genom regnbågens port, 1965
- Hemma hos Carl Larssons, 1968
- Ung på 90-talet: Edvard Alkman som kulturkritiker, 1979
- Till sist, In: En jul när jag var liten, 1979